# Lycée français international de Dubaï
Le Lycée Français International de Dubaï ou Lycée Français International de l'AFLEC est une école internationale française située à Dubaï. Il ouvre en 2002 et dessert les niveaux maternelle jusqu'au lycée. C'est l'une des cinq écoles gérées par l'Association Franco - Libanaise pour l'Éducation et la Culture (AFLEC).
En 2016 43% des étudiants sont français, 15% libanais et 42% de toutes autres nationalités confondues

## Programme d'études
Accrédité par le ministère français de l'Éducation nationale et associé à l'AEFE, le LFJM adhère au programme national français. L'enseignement multilingue est privilégié, avec l'arabe, le français et l'anglais introduits dès le CM.
Bien que de nombreux élèves de maternelle ne soient pas anglophones à leur arrivée, leur niveau d'anglais, selon les évaluations du DISB, dépasse les normes du programme scolaire français national. Le LFJM intègre le programme de Cambridge pour renforcer l'enseignement de l'anglais. Ses élèves affichent régulièrement des résultats remarquables, tant au primaire qu'au supérieur.